# Obergericht Goslar
Das Obergericht Goslar war ein kleines Obergericht im Königreich Hannover. Es hatte seinen Sitz in Goslar in Niedersachsen.
Nach der Revolution von 1848 wurde im Königreich Hannover die Rechtsprechung von der Verwaltung getrennt und die Patrimonialgerichtsbarkeit abgeschafft.
Zum 1. Oktober 1852 wurden 12 Große und 4 Kleine Obergerichte als Gerichte zweiter Instanz (vergleichbar mit heutigen Landgerichten), darunter das Obergericht Goslar eingerichtet.
Dem Obergericht Goslar waren folgende Amtsgerichte nachgeordnet:
- Amtsgericht Liebenburg
- Amtsgericht Goslar
- Amtsgericht Wöltingerode
- Amtsgericht Wohldenberg[3]

1859 wurde das Obergericht Goslar aufgehoben.